# Vítězslav Jaroš
Vítězslav Jaroš (* 23. Juli 2001 in Příbram) ist ein tschechischer Fußballtorwart.

## Karriere

### Verein
Jaroš begann seine Karriere bei Slavia Prag. Zur Saison 2017/18 wechselte er nach England in die Jugend des FC Liverpool. Ab der Saison 2019/20 spielte er für die Reserve Liverpools, im Februar 2020 stand er auch erstmals im Profikader. Ohne Profieinsatz wurde er im Februar 2021 nach Irland an St Patrick’s Athletic verliehen. Während der Leihe kam er zu 34 Einsätzen in der League of Ireland.
Nach dem Ende der irischen Ganzjahressaison wurde er im Januar 2022 innerhalb Englands an den Fünftligisten Notts County weiterverliehen. Für Notts kam er bis zum Ende der Saison 2021/22 in der National League 15 Mal zum Einsatz. Zur Saison 2022/23 folgte dann eine weitere Leihe, diesmal ging es zum Viertligisten Stockport County. Bei Stockport konnte er sich aber nicht durchsetzen und hütete so insgesamt nur elfmal das Tor in der EFL League Two.
Zur Saison 2023/24 kehrte Jaroš wieder nach Liverpool zurück. Dort stand er zwar mehrfach im Spieltagskader, sein Debüt für die Profis blieb ihm aber weiter verwehrt. Im Januar 2024 wurde er anschließend ein viertes Mal verliehen, diesmal an den österreichischen Bundesligisten SK Sturm Graz. Während der Leihe kam er zu 14 Einsätzen in der Bundesliga, mit Sturm holte er das Double.
Nach seiner Rückkehr nach Liverpool rückte er nach dem Abgang von Adrián zur neuen „Nummer 3“ und am 5. Oktober 2024 debütierte er in der Premier League beim 1:0-Auswärtssieg gegen Crystal Palace ab der 79. Minute als Ersatz für den verletzten Stammtorhüter Alisson.
Im Sommer 2025 wurde er an Ajax Amsterdam verliehen.

### Nationalmannschaft
Jaroš spielte 2016 erstmals für eine tschechische Jugendnationalauswahl. Im März 2022 gab er sein Debüt im U-21-Team. Mit diesem nahm er dann 2023 auch an der EM teil. Beim Turnier stand er in allen drei Spielen der Tschechen im Tor, die aber bereits in der Vorrunde ausschieden.
Am 7. Juni 2024 absolvierte Jaroš im Freundschaftsspiel gegen Malta sein bisher einziges A-Länderspiel. Bei der nachfolgenden Europameisterschaft 2024 stand er im tschechischen Kader, kam aber nicht zum Einsatz.

## Erfolge
- Österreichischer Meister: 2024
- Österreichischer Cupsieger: 2024